# Levande Livet (musikgrupp)
För tidningen med samma namn, se Levande Livet
Levande Livet var ett svenskt rockband som bildades av Einar Heckscher och Johnny Mowinckel. 
Efter Sogmusobil-projektet återbildade Heckscher och Mowinckel sin tidigare grupp Telefon Paisa, men nu under namnet Levande Livet. Detta bands första och enda LP, Strömmens pärla (Silence 1973), innehåller huvudsakligen tung acid rock med både svenska och engelska politiska texter, framförda med Heckschers karakteristiska sångröst, men även några lugnare låtar. Bandet var förstärkt med jazzmusikerna Gunnar Bergsten, Maffy Falay och Peter Smoliansky (alla tre med ett förflutet i G.L. Unit), vilka ger musiken ett visst jazzstuk.

## Medlemmar
Tidigare medlemmar
- Anders Spets – trummor
- Einar Heckscher – sång, tamburin
- Gunnar Bergsten – saxofon
- Hans Berggren – saxofon
- Johnny Mowinckel – piano
- Lars Bergström – basgitarr
- Maffy Falay – trumpet
- Peter Smoliansky – darbouka
- Tommy Broman – gitarr, sång
- Ann-Marie Karlsson – slagverk, sång
- Ingegerd Sköldin – sång, slagverk
- Jenny Karlsson – sång, slagverk
- Hassan Bah – congas

## Diskografi
Studioalbum
- 1973 – Strömmens pärla